# George Neville Wood
George Neville Wood, britanski general, * 1898, † 1982.